# ستيفن دبليو. تومسون
ستيفن دبليو. تومسون (بالإنجليزية: Stephen W. Thompson)‏ هو عسكري أمريكي، ولد في 20 مارس 1894 في وست بلينز ‏ في الولايات المتحدة، وتوفي في 9 أكتوبر 1977 في دايتون في الولايات المتحدة.